# Menyhárd István

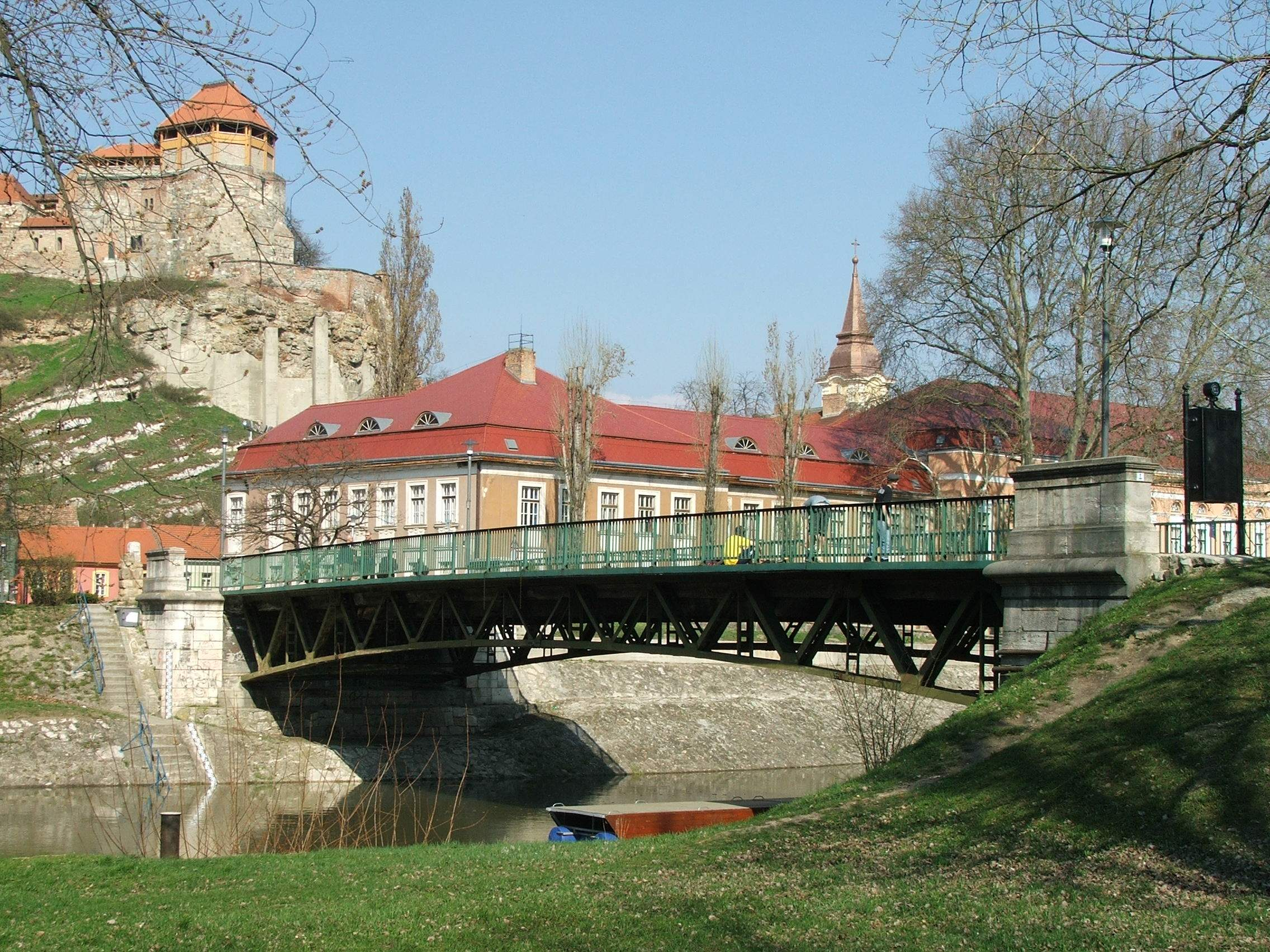
Kossuth híd (Esztergom) 1948

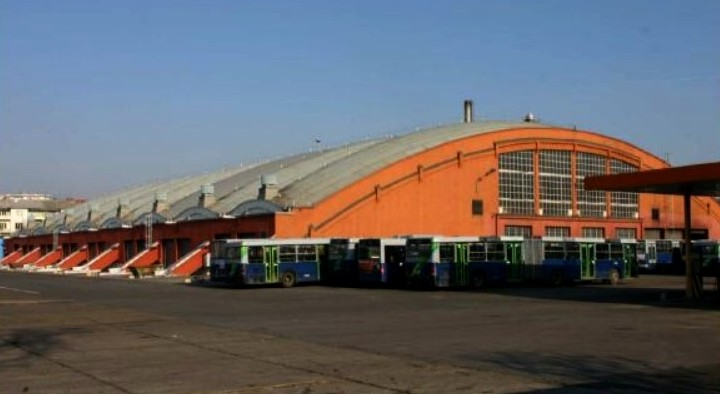
Kelenföldi autóbuszgarázs 2007-ben

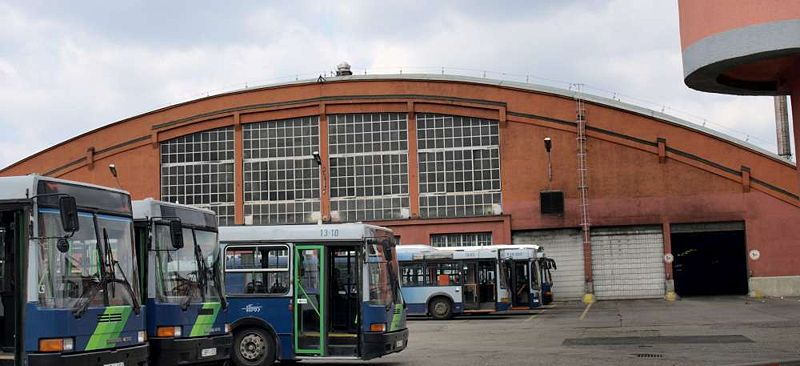
Kelenföldi autóbuszgarázs 2008-ban

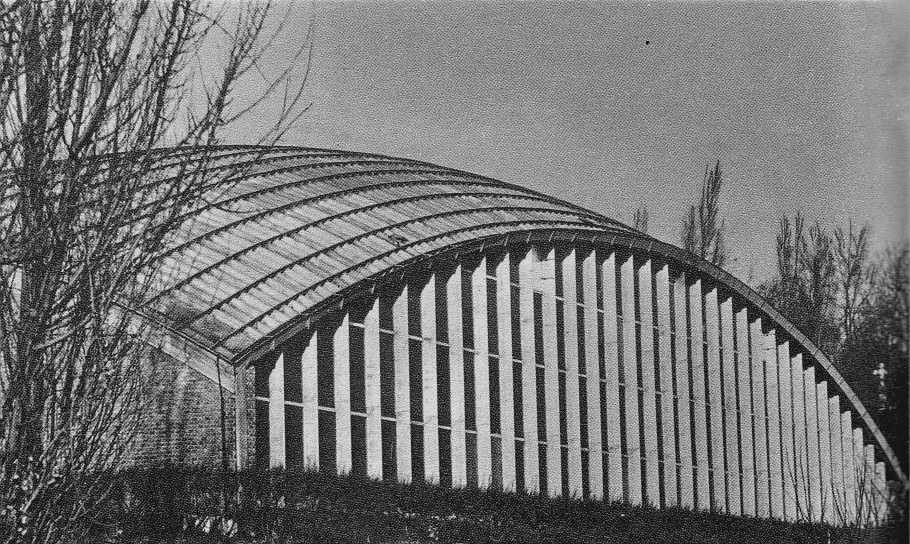
Pasaréti VASAS teniszcsarnok 1957

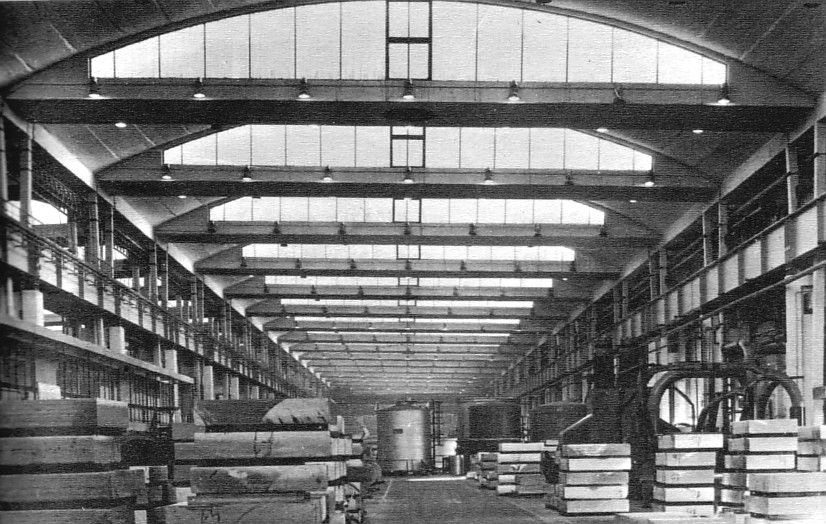
Székesfehérvári könnyűfémmű gyártócsarnok 1958-59

Menyhárd István (Vulkapordány, 1902. szeptember 21. – Budapest, 1969. augusztus 25.) építészmérnök, statikus, a műszaki tudományok doktora (1955), Ybl-díjas (1961).

## Életpályája
Felsőfokú tanulmányait a budapesti műegyetemen végezte, ahol mérnöki oklevelet szerzett 1925-ben. A diploma megszerzése után 3 évig Raichle J. Ferenc építész irodájában, majd 2 évig Enyedi Béla  mérnök tervezőirodájában vas- és betonszerkezetek tervezésével is foglalkozott. Enyedi irodájában indult karrierje, utána 1933-tól 1937-ig tanársegédként működött a műegyetem mechanikai tanszékén, később adjunktus lett.
A Kereskedelem- és Közlekedésügyi Minisztériumhoz került, itt tervezőként dolgozott a közúti hídosztályon. Ekkortájt (1935) tervezte meg a Magyarországon újnak számító vasvári vonórudas ívhidat, majd Mistéth Endrével közösen a szolnoki felüljárót, mely az első Langer-tartós vasbetonhíd volt hazánkban. 1940-től magánmérnöki tervezőirodát nyitott. Ő indította el a második világháborút megelőző néhány évben a Műegyetemen a héjszerkezetek oktatását.
A vasbeton héjszerkezetek elméletével is ekkoriban kezdett foglalkozni. Ettől kezdve figyelemreméltó hídszerkezeteken kívül főleg korszerű acélbetonszerkezeteket tervezett. Első héjszerkezetű csarnokait a csepeli kikötőben és a Kőbányai Sörgyárban építette. Legjelentősebb műve a budapesti Hamzsabégi úti autóbuszgarázs, ahol a főcsarnok fedését vasbeton ívekre támaszkodó elliptikus paraboloid alakú héjmezők képezik, a 82 méter fesztávolságú szerkezet építésekor (1941) a világ legnagyobb fesztávolságú héjszerkezetű csarnoka volt. Ugyancsak „rekord” fesztávolságú volt a szolnoki dongahéjfedésű repülőgép hangárja is.
A háborút követően számos híd felújításán munkálkodott. 1949-től dolgozott az Állami Mélyépítési Tervező Intézetnél, az Építéstudományi Intézetben valamint az Ipari és Mezőgazdasági Tervező Intézetben (IPARTERV); majd 1962-től a Budapesti Városépítési Tervező Vállalatnál (BUVÁTI) lett tervezőmérnök.
Tanulmányozta a töréselméleten alapuló méretezést, ő vezette be azon biztonsági tényezők méretezésének elvét, melyek a törést megelőzik. Ennek eredményeképpen korszerűsödtek a magasépítési ill. a vasbeton szabványaink. 1953-tól töltötte be a Magyar Szabványügyi Hivatal Méretezési Szakbizottságának elnöki tisztjét.
Munkái közé tartoznak többek közt a Ferihegyi repülőtérre vezető út vasbeton hídjai, a pozsonyi, eperjesi, és marosvásárhelyi vasbeton ívhidak, a székesfehérvári alumíniummű öntödecsarnoka és a csepeli csőgyár héjbefedésű csarnokai.
Szakirodalmi publikációi jelentősek, díjat is neveztek el róla.
"A korszerű szerkezetek tervezése sokféle elméleti, modellezési és számítási probléma megoldását igényelte. A magyar tudósok, mérnökök hozzájárulása ezekhez a múltban is (Menyhárd István, Csonka Pál, Szmodits Kázmér), a jelenben is (Kollár Lajos, Szabó János és mások) nemzetközi szinten is elismert és nagyra becsült."

## Díjai, elismerései
- 1955. Műszaki tudományok doktora
- 1961. Ybl Miklós-díj
- 1968. Akadémiai Díj I. fokozat VI.o

## Főbb művei

### Hidak
- 1934. Jászfényszaru – Zsámbok közötti Zagyva-híd
- 1937. Jászberényi Zagyva-híd
- 1944. Füzesgyarmat – Karcag közötti Hortobágy-Berettyó-híd
- 1948. Esztergomi Kossuth híd

### Épületek
- 1940. Szolnoki repülőhangár
- 1941-1949. Magyar Szentföld-templom. Budapest, II. Heinrich István utca 5-7. (Építész Molnár Farkas) Az építkezés 1949-ben leállt és a félkész vasbeton héjszerkezetet elbontották.
- 1941. BKV Kelenföldi Autóbuszgarázs. Budapest, XI. Hamzsabégi út 55 (építész: Padányi Gulyás Jenő)
- 1957. Pasaréti VASAS teniszcsarnok. (építész: dr Szendrői Jenő) Budapest, II. Pasaréti út 11-13
- 1958-1959. Székesfehérvári Könnyűfémmű gyártócsarnok. (Építész: Farkas Ipoly – Semsey Lajos; ezért a munkájukért az Ipari Épülettervező Vállalat Perret-díjat kapott 1961-ben[4])

### Könyvek – publikációk
- Vasbeton szerkezetek elmélete… (Gyengő Tiborral, 1960)
- Héjszerkezetek számítása és szerkesztése (Bp., 1966; lengyelül is)

## Emlékezete
Menyhárd István-díj